# Sokołów (Skierniewice)
Pour les articles homonymes, voir Sokołów.
Sokołów est une localité polonaise de la gmina de Bolimów, située dans le powiat de Skierniewice en voïvodie de Łódź.